# Glavoperčić
Glavoperčić (lat. Clinitrachus argentatus) riba je iz porodice Clinidae, odnosno porodice koja je u bliskom srodstvu sa slingurkama. Glavoperčić naraste do 10 cm duljine, a nastanjuje plitku vodu kamenitih terena, između gustih naslaga algi. Glavoperčić ima duguljasto tijelo, a izrazita karakteristika mu je prva leđna peraja, koja je duga i izražena i koja gotovo uvijek strši. Također, leđna i repna peraja su kod većine primjeraka spojeni. Boja glavoperčića ovisi o okolini u kojoj se nalazi, a kreće se od nijansi smeđe, ružičaste, žućkaste, crne, prošarane većim i manjim, tamnijim i svjetlijim točkama i mrljama. Hrani se malim beskralježnjacima koje nalazi među algama. Mužjaci grade gnijezda, a u doba mriještenja na glavi im se pojavi izražena grba.

## Rasprostranjenost
Glavoperčić je rasprostranjen na obalama istočnog Atlantika od Portugala do Maroka, te po cijelom Mediteranu, uključujući Mramorno more i Bospor.

## Vanjske poveznice
|  | Zajednički poslužitelj ima još gradiva o temi Glavoperčić |
|  | Wikivrste imaju podatke o taksonu Glavoperčić             |